# Округ Џеферсон Дејвис (Луизијана)
Џеферсон Дејвис (енгл. Jefferson Davis Parish) је округ у америчкој савезној држави Луизијана.

## Демографија
По попису из 2010. године број становника је 31.594, што је 159 (0,5%) становника више него 2000. године.
| Група             | 2000.          | 2010.          |
| Белци             | 25.138 (80,0%) | 24.835 (78,6%) |
| Афроамериканци    | 5.591 (17,8%)  | 5.468 (17,3%)  |
| Азијати           | 61 (0,2%)      | 62 (0,2%)      |
| Хиспаноамериканци | 312 (1,0%)     | 538 (1,7%)     |
| Укупно            | 31.435         | 31.594         |